# Carol (nummer)
"Carol" is een nummer van de Amerikaanse artiest Chuck Berry. In augustus 1958 werd het nummer uitgebracht als single.

## Achtergrond
"Carol" is geschreven door Berry, die het op 12 juni 1958 opnam. Het werd door Chess Records uitgebracht als single, met "Hey Pedro" op de B-kant. De single behaalde de achttiende plaats in de Billboard Hot 100 en de negende plaats in de Amerikaanse r&b-lijst. In 1959 stond het nummer tevens op zijn album Chuck Berry Is on Top.
"Carol" is gecoverd door een groot aantal artiesten. Op 16 juli 1963 speelden The Beatles het voor het BBC-radioprogramma Pop Go The Beatles; deze versie verscheen in 1994 op het album Live at the BBC. The Rolling Stones namen het in 1964 op voor hun debuutalbum The Rolling Stones. In 1964 behaalde Tommy Roe een hit in de Verenigde Staten en Australië met zijn versie. Verder is het gecoverd door AC/DC, Bobby Fuller, Charlie Daniels, The Doors, The Flamin' Groovies, The Guess Who, Groovie Ghoulies, Tom Petty, Doug Sahm, Status Quo en The Yardbirds. In Nederland nam Normaal een vertaling door Bennie Jolink en Ferdi Joly op onder de titel "Oh deerne", dat op de B-kant stond van de single "Ik bun moar een eenvoudige boerenlul".